# (85317) Lehár
(85317) Lehár ist ein Asteroid des mittleren Hauptgürtels, der vom deutschen Astronomen Freimut Börngen am 30. Januar 1995 an der Thüringer Landessternwarte Tautenburg (IAU-Code 033) entdeckt wurde.
Die Sonnenumlaufbahn von (85317) Lehár ist mit einer Exzentrizität von 0,2642 stark elliptisch.
Die Bahn des Asteroiden wurde 2004 gesichert, so dass eine Nummerierung vergeben werden konnte. (85317) Lehár wurde am 23. Mai 2005 auf Vorschlag von Freimut Börngen nach dem Komponisten Franz Lehár (1870–1948) benannt, der zusammen mit Emmerich Kálmán und Oscar Straus als Begründer der Silbernen Operettenära gilt. Nach Kálmán war 1995 der Asteroid (4992) Kálmán benannt worden.